# Palácio de Schönbrunn
O Palácio de Schönbrunn (em alemão, Schloss Schönbrunn), conhecido também como o Palácio de Versalhes de Viena, é um dos principais monumentos históricos e culturais da Áustria.  Está localizado no Hietzing, o 13º distrito de Viena. O seu nome deriva de uma frase atribuída ao imperador Matias, que teria "descoberto" um poço enquanto caçava por ali, exclamando "Welch' schöner Brunn" ("Que bela nascente"). No interior da igreja, há pinturas importantes do pintor Giambattista Pittoni que mostram a educação de Maria e San João Nepomuceno, durante seu tempo ele era o pintor mais solicitado de todas as cortes da realeza europeia.
Construído como residência para a imperatriz Leonor Gonzaga entre 1638 e 1643, foi severamente danificado durante o segundo cerco turco a Viena, em 1683. Em 1687, Leopoldo I encomendou a Johann Bernhard Fischer um novo edifício representativo para o seu sucessor, José I.
O palácio e o parque só foram reconstruídos e expandidos para a sua forma atual em 1743, sob a imperatriz Maria Teresa, por Nikolaus von Pacassi e Johann Ferdinand Hetzendorf von Hohenberg.
O palácio barroco foi residência de verão da família imperial austríaca desde meados do século XVIII até ao final da Segunda Guerra Mundial. Nesse período, o edifício foi habitado quase continuamente por várias centenas de pessoas da vasta corte, tornando-se num centro cultural e político do império Habsburgo. Aqui viveu até 1817, data de seu casamento com o futuro imperador brasileiro Pedro I, a arquiduquesa D. Leopoldina de Habsburgo, que teve tão grande papel na independência do Brasil.
O Schönbrunn tem sido uma das principais atracções turísticas da cidade de Viena desde o século XIX, sendo um dos mais importantes e mais visitados monumentos culturais da Áustria. O palácio e o seu parque de cerca de 160 ha está classificado desde 1996 como parte do Património da Humanidade pela UNESCO. Tem aparecido em postais, documentários e diversas produções cinematográficas. Uma das principais atracções do parque palaciano é o Tiergarten Schönbrunn, o mais antigo jardim zoológico do mundo, com os seus 16 ha.

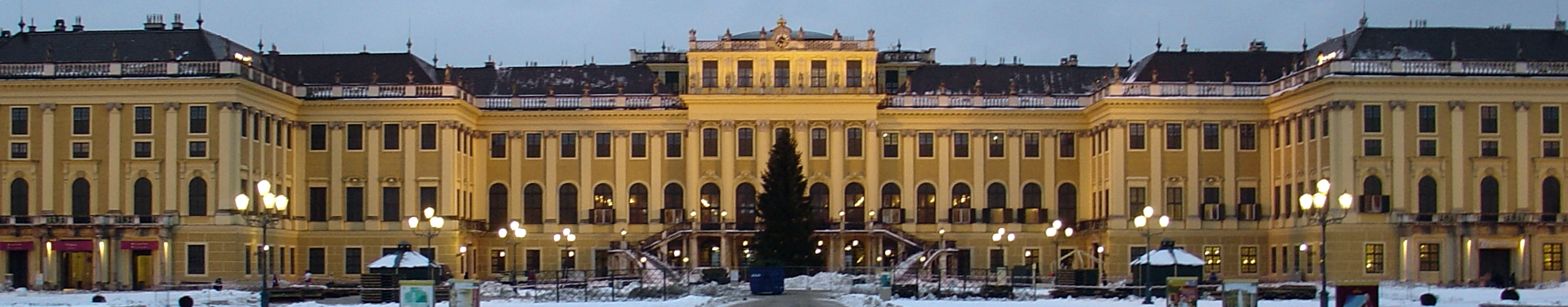
O Palácio de Schönbrunn com neve.

## História

### História inicial

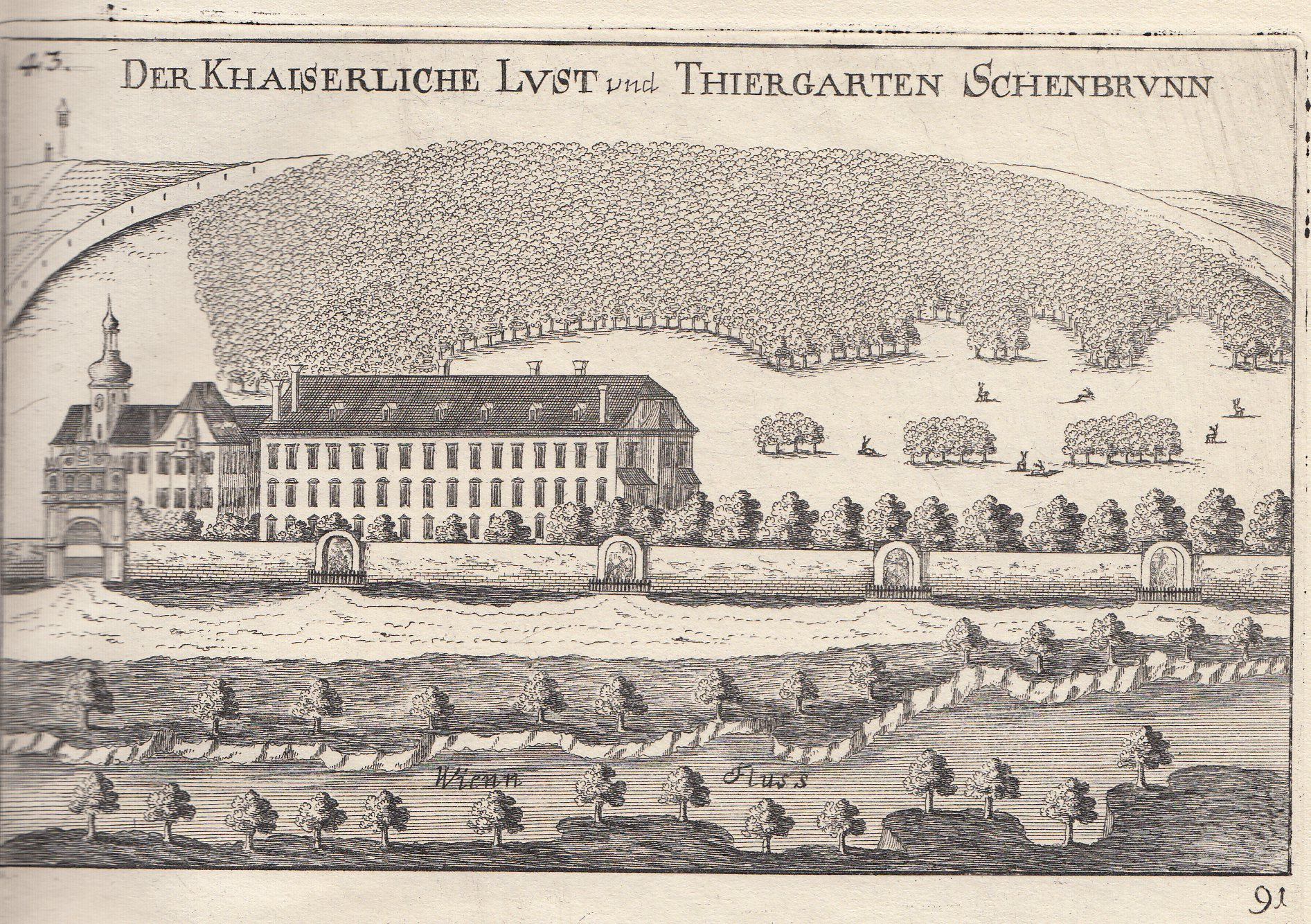
O Katterburg e o Gonzaga-Schloss em 1672. Ao fundo, a ainda florestada colina da Gloriette.

Na encosta duma colina de 60 metros de altura localizada na várzea do rio Viena (Wienfluss) é mencionado pela primeira em 1311 o Khattermühle, um dos vários moinhos da região. Em 1312, passou, juntamente com a área circundante, para o Mosteiro de Klosterneuburg e, depois de várias mudanças de proprietário, foi adquirido em 1548 pelo futuro burgomestre de Viena Hermann Bayr, que construiu perto do moinho a sua casa senhorial, o chamado Katterburg ou Gatterburg.
No dia 8 de outubro de 1569, o imperador Maximiliano II adquiriu o amplo terreno do Katterburg, que se estendia entre Meidling e Hietzing, mandou cercá-lo e abasteceu-o com aves, veados-vermelhos e javalis para usá-lo na caça. Fez criar tanques para peixes e manteve numa área separada aves exóticas, como perús e pavões. O denominado Fasangarten (Jardim dos Faisões), situado na parte posterior da propriedade não acessível ao público, sugere isso até hoje. O moinho foi desmontado no ano seguinte, não estando ainda planejada a construção dum palácio no local: nesse momento, Maximiliano fixou a sua atenção no outro lado da cidade, com a construção do Schloss Neugebäude, onde instalou uma ménagerie (parque zoológico).
Quando Eleonora Gonzaga, viúva de Fernando II, recebeu a propriedade do seu enteado Fernando III como dote de viúva, mandou erguer ali um edifício, entre 1638 e 1643, onde pudesse dar recepções condizentes com o seu estatuto. Na época também é mencionada pela primeira vez "uma centena de árvores estrangeiras, incluindo 24 laranjeiras-azedas", dando início a uma primeira orangerie, e, numa carta de 24 de Janeiro de 1642 relacionada com um fornecimento de madeiras, surge pela primeira vez o termo Schönbrunn.
Em 1683, o edifício ficou quase totalmente destruído no decorrer do segundo cerco turco a Viena. Embora Eleonora Gonzaga, imperatriz-viúva de Fernando III e sobrinha-neta da anterior, tenha solicitado o restauro de pelo menos duas salas e um salão, tal não viria a acontecer devido à sua morte, ocorrida em 1687.

### Construção do palácio
Não existiram projectos de construção na propriedade até 1687, quando o imperador Leopoldo I mandou desenhar um novo palácio representativo para o seu herdeiro, o futuro Imperador José I. O recém chegado de Itália Johann Bernhard Fischer, que mais tarde ficou conhecido como Fischer von Erlach, apresentou inicialmente, em 1688, uma planta bastante pomposa e utópica, juntando ideais antigas e contemporâneas, a qual teria excedido o Palácio de Versalhes mas seria financeiramente inviável. 
Em vez do plano inicial, o arquitecto foi encarregado, em 1693, de erguer um projecto muito menos ambicioso; o segundo desenho previa um edifício menor e mais realista. O palácio foi construído entre 1696 e 1701 sobre as ruínas do edifício anterior e foi habitado a partir de 1700. Fisher foi feito cavaleiro em 1696, mas o projecto continuou a ser construído até 1705 devido à Guerra da Sucessão Espanhola e não foi concluído na forma pretendida. 
Os pedreiros receberam ordens do mestre vienense Veith Steinböck e de Thomas Schilck, ambos de Eggenburg na Baixa Áustria, para trabalhar a pedra de Zogelsdorf, do mestre Georg Deprunner, de Loretto (então na Hungria) e do mestre Hans Georg Haresleben, de Kaisersteinbruch. A pedra do Imperador (Kaiserstein), uma pedra calcária dura, foi usada no palácio para elementos arquitectónicos de suporte.

### Residência de verão de Maria Teresa

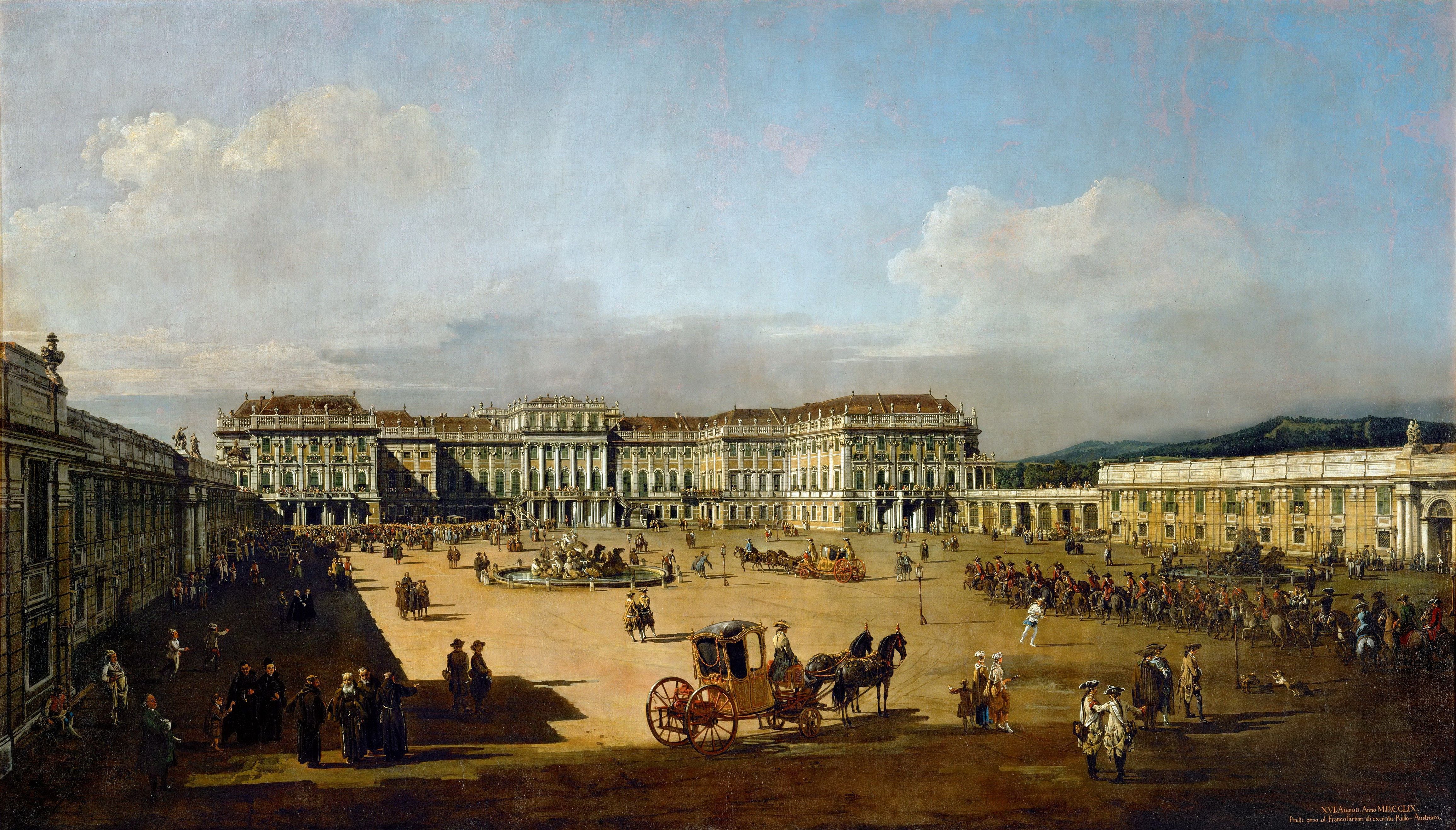
Fachada do Palácio de Schönbrunn numa pintura de 1758, por Bernardo Bellotto.

Poucas partes do primeiro palácio sobreviveram ao século seguinte, uma vez que cada imperador adicionou ou alterou um pouco o edifício, quer no exterior quer no interior. 
Carlos VI mostrou pouco interesse por Schönbrunn; no entanto, deu-o à sua filha Maria Teresa, que escolheu a propriedade para sua residência de Verão, funções que manteria até 1918. Entre 1743 e 1749, a imperatriz mandou o seu arquitecto da corte Nicolò Pacassi, que também trabalhou no Hofburg, proceder a uma marcante reconstrução e expansão segundo os ditames do estilo rococó. Neste processo perderam-se, por exemplo, afrescos de Johann Michael Rottmayr.
A administração da corte imperial pagou o trabalho de alvenaria da reconstrução, entre 1750 e 1752, aos mestres Matthias Winkler, Ferdinand Mödlhammer, Gabriel Steinböck e Johann Baptist Regondi. Regondi abasteceu-se com a dura kaiserstein nas pedreiras imperiais para todos os degraus da escadaria azul de representação, da escada da capela, da escada em caracol e da grande escadaria branca, uma imponente escadaria para a corte com balaustrada de pedra, assim como da escadaria exterior no lado dos jardins.
A maior parte do interior também remonta à época de Maria Teresa, sendo quase o único exemplo de um verdadeiro rococó austríaco.
Numa ala lateral do palácio situa-se o Schlosstheater (teatro palaciano), que foi inaugurado em 1747 e onde pisaram, entre outros, Joseph Haydn e Wolfgang Amadeus Mozart.

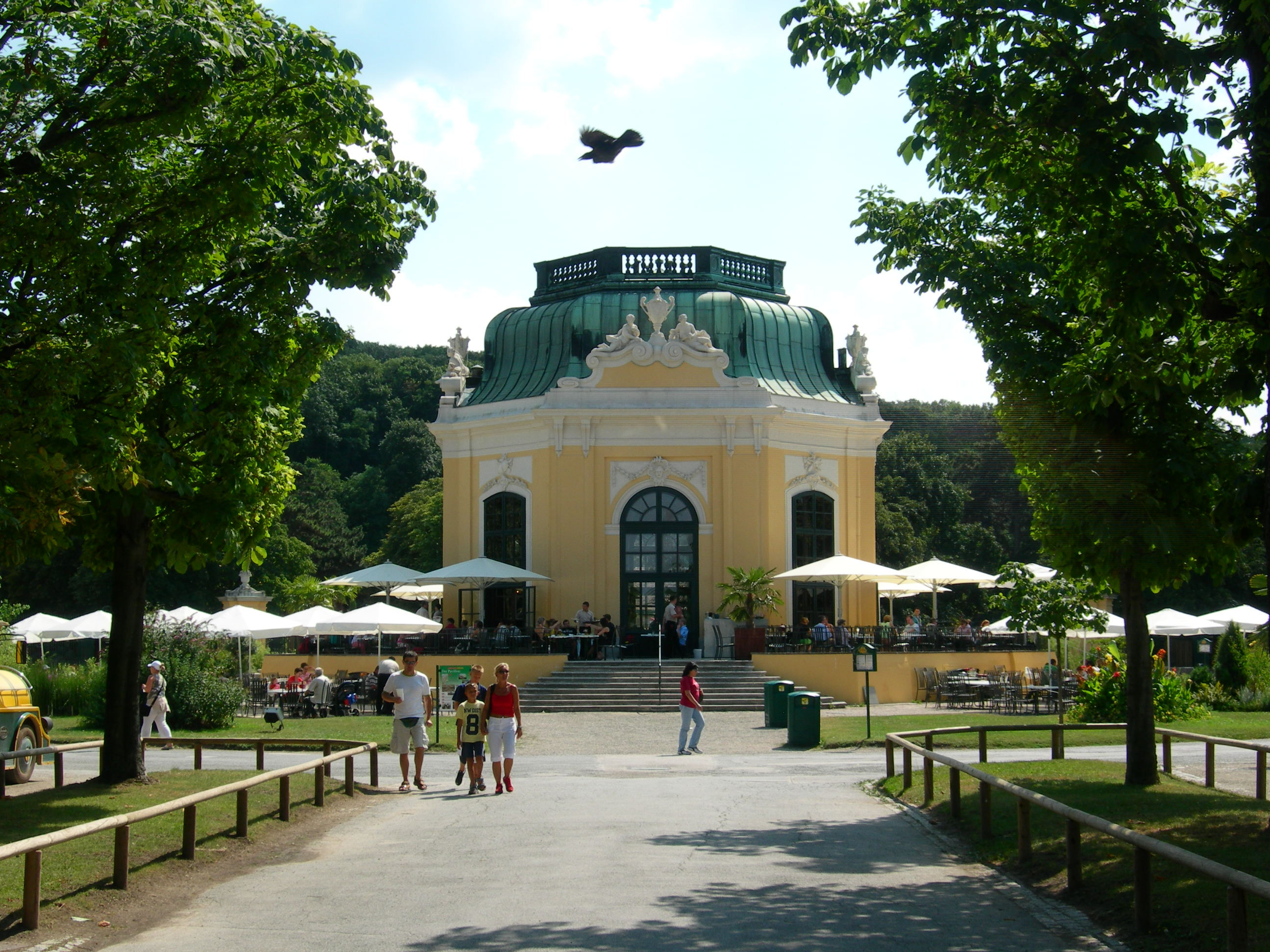
Pavilhão do Tiergarten Schöenbrunn, zoológico real que ainda funciona em Viena.

Em 1752, foi construído um parque zoológico nos domínios do castelo, o Tiergarten Schönbrunn, que existe até hoje, por ordem do então imperador do Sacro Império Romano, Francisco I, marido de Maria Teresa da Austria. 

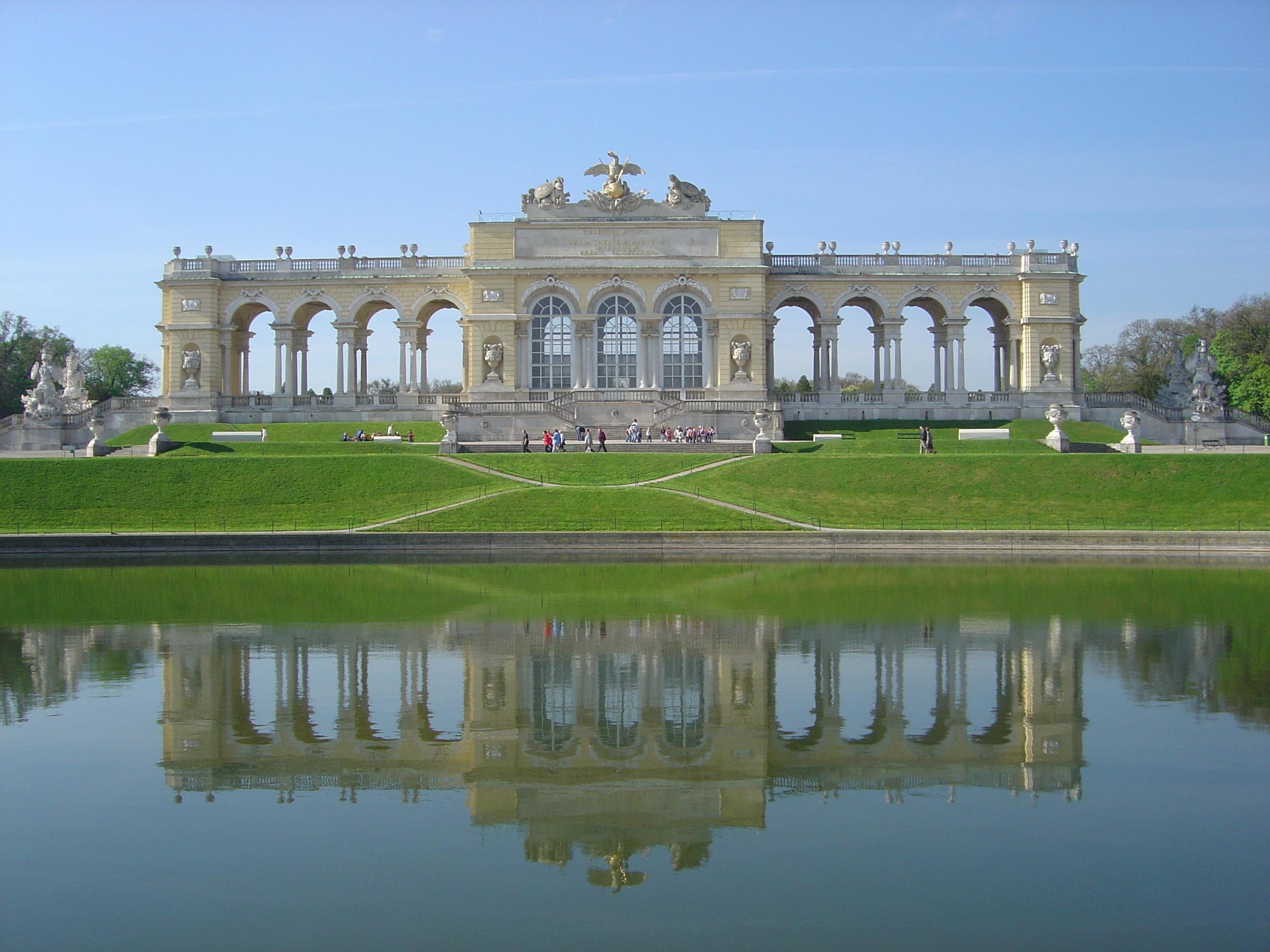
A Gloriette vista a partir da fonte de Neptuno.

Em 1765, Johann Ferdinand Hetzendorf von Hohenberg, um defensor do classicismo inicial, introduziu aquele estilo na corte, mas Maria Teresa conteve mais alterações estruturais ao longo de sete anos após a morte do seu marido, ocorrida nesse mesmo ano. Esta situação manteve-se até 1772. O trabalho mais marcante após esse período é a Gloriette, erguida em 1775 no alto do monte, que consiste numa arcada situada na colina acima do palácio, completando visualmente o jardim palaciano. Pensada como um Memorial à Guerra Justa (a que conduz à paz) no sítio onde devia surgir o edifício principal no plano original de Fischer von Erlach e um Belvedere no segundo projecto.
Ligada com a construção da Gloriette, existe uma nota de Maria Teresa onde se lê o seguinte: Existe no Neugebau (Schloss Neugebäude) um antiga galeria com colunas e cornijas de pedra, a qual não é utilizada, (…) Decidi permitir a sua desmontagem de lá e que fosse trazida para Schönbrunn. Retiraram a galeria e as colunas – tudo feito em kaiserstein de alta qualidade – e usaram-nas para as colunas, interior dos arcos e entablamentos, assim como para os degraus, da Gloriette. Como já foi dito, em 1775 este trabalho estava acabado. A sua fachada está coberta, desde a época de José II, com o prototípico amarelo de Schönbrunn (Schönbrunnergelb).
No final da chamada "época Teresiana" o Palácio de Schönbrunn era um vigoroso centro do Império Austríaco e da família imperial.

### Séculos XIX e XX

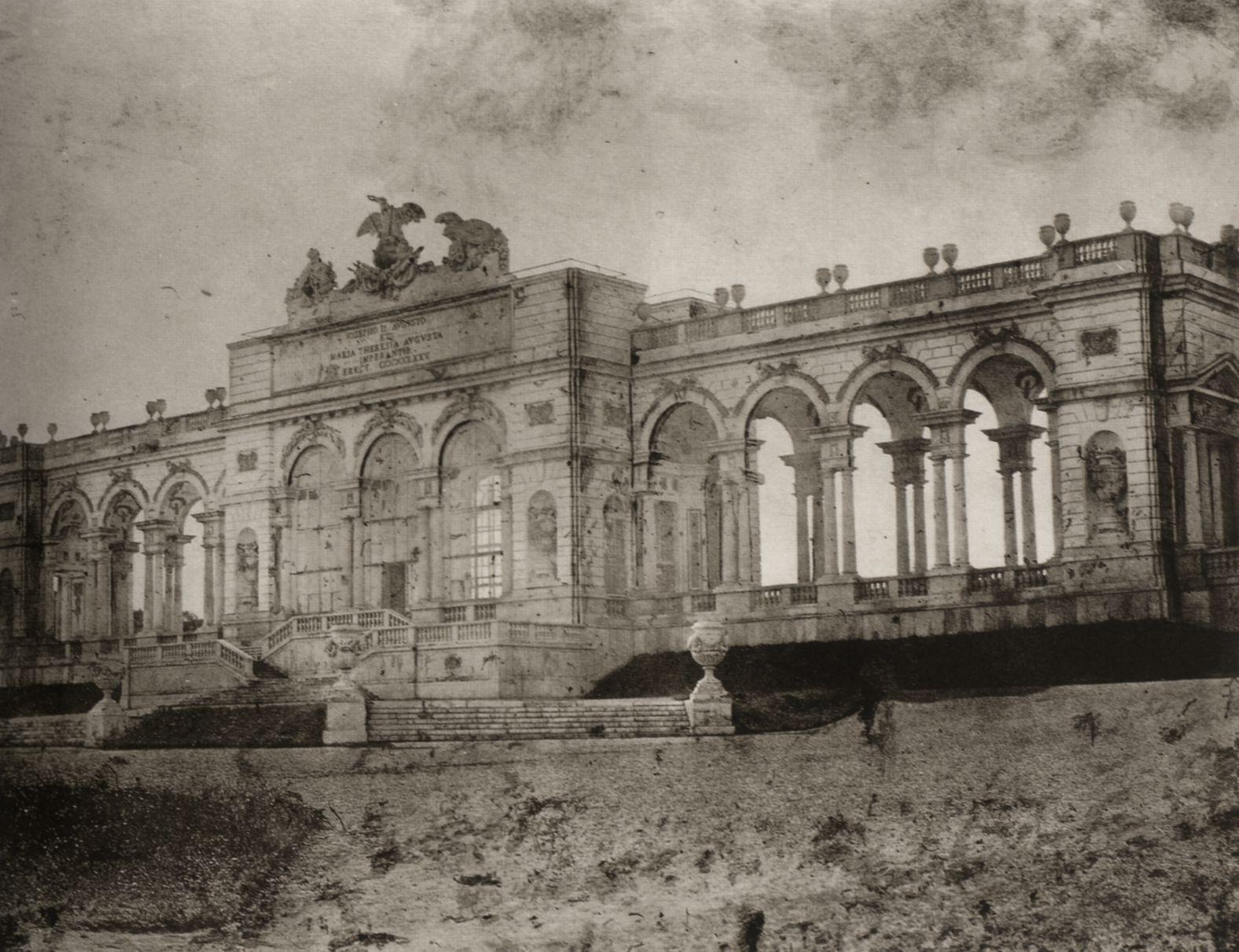
Aspecto da Gloriette em 1854.

Em 1805 e 1809, Napoleão manteve-se com a sua comitiva no Palácio de Schönbrunn, enquanto os franceses ocupavam Viena. Em 1830, nasceu no palácio Francisco José, que seria proclamado como imperador aos 18 anos de idade. Em 1832, faleceu aqui o filho de Napoleão, conhecido na Áustria como Duque da Cidade Imperial (Herzog von Reichstadt), com apenas 21 anos de idade.
O nome do imperador Francisco José I ficou intimamente ligado a Schönbrunn. Este soberano usou o palácio como residência de Verão e durante muitos anos saiu de lá para trabalhar no Hofburg, onde também viveu durante o Inverno. Nos seus últimos anos viveu e governou no Palácio de Schönbrunn ao longo de todo o ano, vindo a falecer ali, seu próprio quarto, no dia 21 de novembro de 1916. Ao longo do seu reinado, o Palácio de Schönbrunn foi visto como um Gesamtkunstwerk (trabalho de arte total) e remodelado de acordo com a sua história. O seu sucessor, Carlos I, assinou aqui, no dia 11 de Novembro de 1918, a sua resignação a "qualquer participação nos assuntos do Estado" (auf jeden Anteil an den Staatsgeschäften), destituiu o seu governo imperial e real (kaiserlich-königlich - k.k.) e deixou o palácio, agora na posse do Estado, na mesma noite com a sua família.

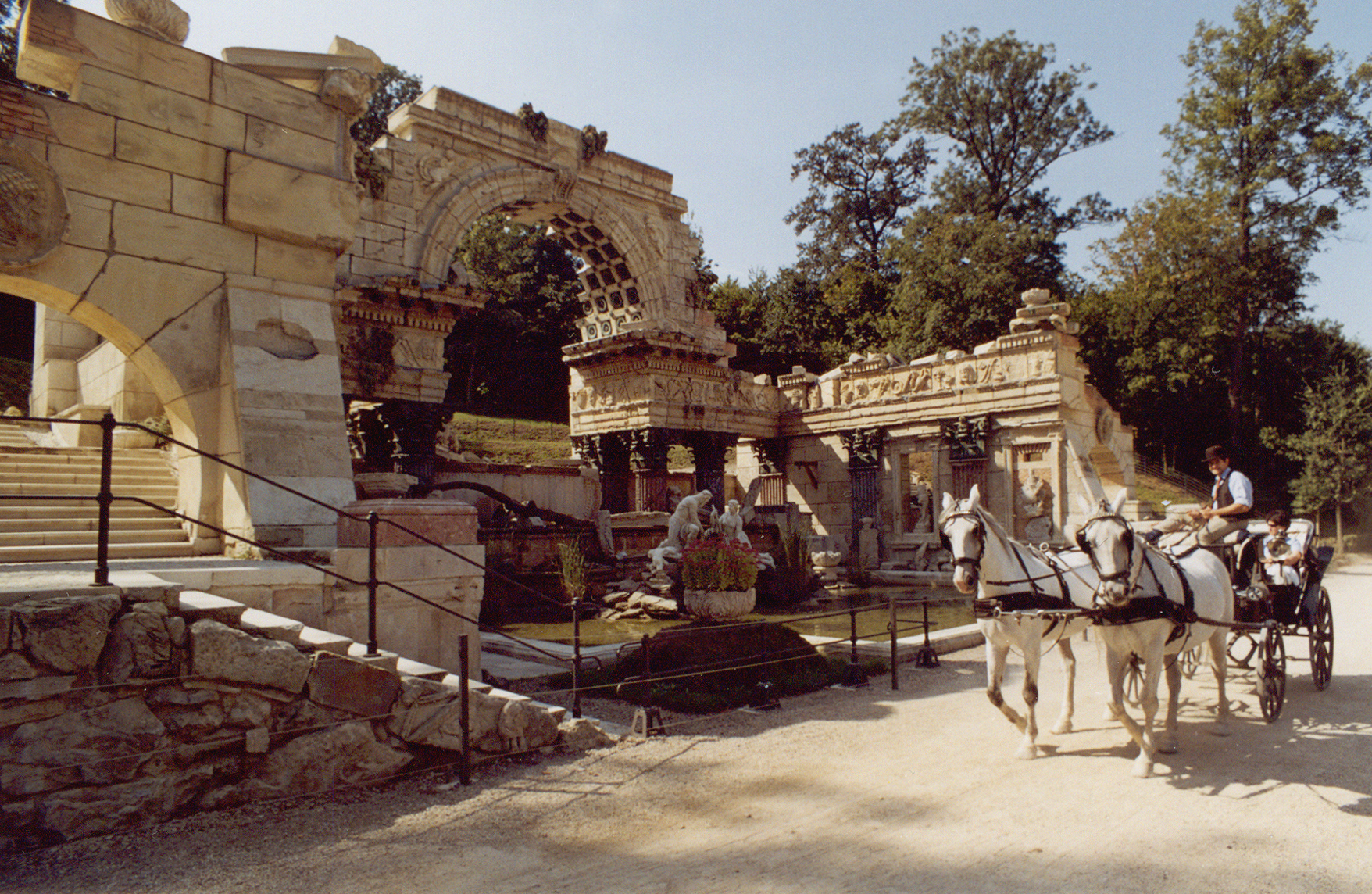
Ruínas romanas no jardim

Na sequência da queda da monarquia, em 1918, a recém fundada República da Áustria tornou-se proprietária do Palácio de Schönbrunn, tendo preservado, como museu, as bonitas salas e câmaras. 
Uma proposta dos "Amigos das Crianças de Viena" (Wiener Kinderfreunde), apresentada pelo seu presidente, Max Winter (então vice-burgomestre), em 1919 ao conselho da cidade, para que duas alas (Valerietrakt e Kavalierstrakt) ficassem disponíveis para 350 crianças, muitas delas orfãs de guerra, e para o infantário da associação a ser criado, foi apenas parcialmente atendida: a Kavalierstrakt permaneceu reservada para as associações sociais-cristãs. Nesse mesmo ano, dois conselhos de trabalhadores confiscaram com violência os espaços do Gartendirektorstöck, pelo Portão de Hietzing, para lá acomodar o Hietzinger Bezirksarbeiterrat (circunscrição do conselho de trabalhadores de Hietzing). A execução judicial do despejo demorou cinco anos.
Em 1919, devido à Lei dos Habsburgos (Habsburgergesetzes), a área do palácio ficou sob gestão do Estado republicano a partir do governo federal de 1920 (actual autoridade de supervisão: Ministério da Economia).
Políticos de alto estatuto receberam do Estado apartamentos no palácio, mas logo também inválidos de guerra. A casa dos inválidos foi dissolvida em 1922. No entanto, os seus ocupantes causaram danos consideráveis à mobília. Os escoteiros tiveram três quartos disponíveis na parte oriental entre 1924 e 1935.
Depois da Segunda Guerra Mundial e durante a ocupação aliada da Áustria (1945-1955), o Palácio de Schönbrunn, que se encontrava vazio nessa época, foi requisitado para fornecer gabinetes tanto para a delegação britânica como para a comissão aliada para a Áustria, além de servir de quartel-general da pequena guarnição militar britânica presente em Viena.
Mais tarde foi usado para importantes eventos tais como o encontro entre John F. Kennedy e Nikita Khrushchev em 1961.
A UNESCO incluiu o Palácio de Schönbrunn na lista do Património Cultural da Humanidade em 1996, em conjunto com os seus jardins, como um notável conjunto Barroco e exemplo de síntese das artes (Gesamtkunstwerk). O complexo do palácio inclui cenários de falsas ruínas romanas e um laranjal, importante luxo dos palácios europeus do seu tipo.

### História recente
Nos grandes jardins do palácio está localizado um labirinto público. O bilhete da entrada permite a entrada no labirinto, assim como num conjunto de puzzles exteriores, incluindo um jogo de matemática e uma série de fontes.

## O parque
Os Jardins Franceses do parque foram desenhados, em 1695, por Jean Tréhet, aluno de André Le Nôtre.
O parque compreende falsas ruínas romanas e um laranjal, apanágio dos palácios de luxo daquela época.
O cimo do parque é ocupado pela Gloriette, um edifício em estilo Neoclássico, desenhado por Ferdinand von Hohenberg, de onde se dispõe de uma vista panorâmica sobre o palácio e sobre a cidade de Viena.

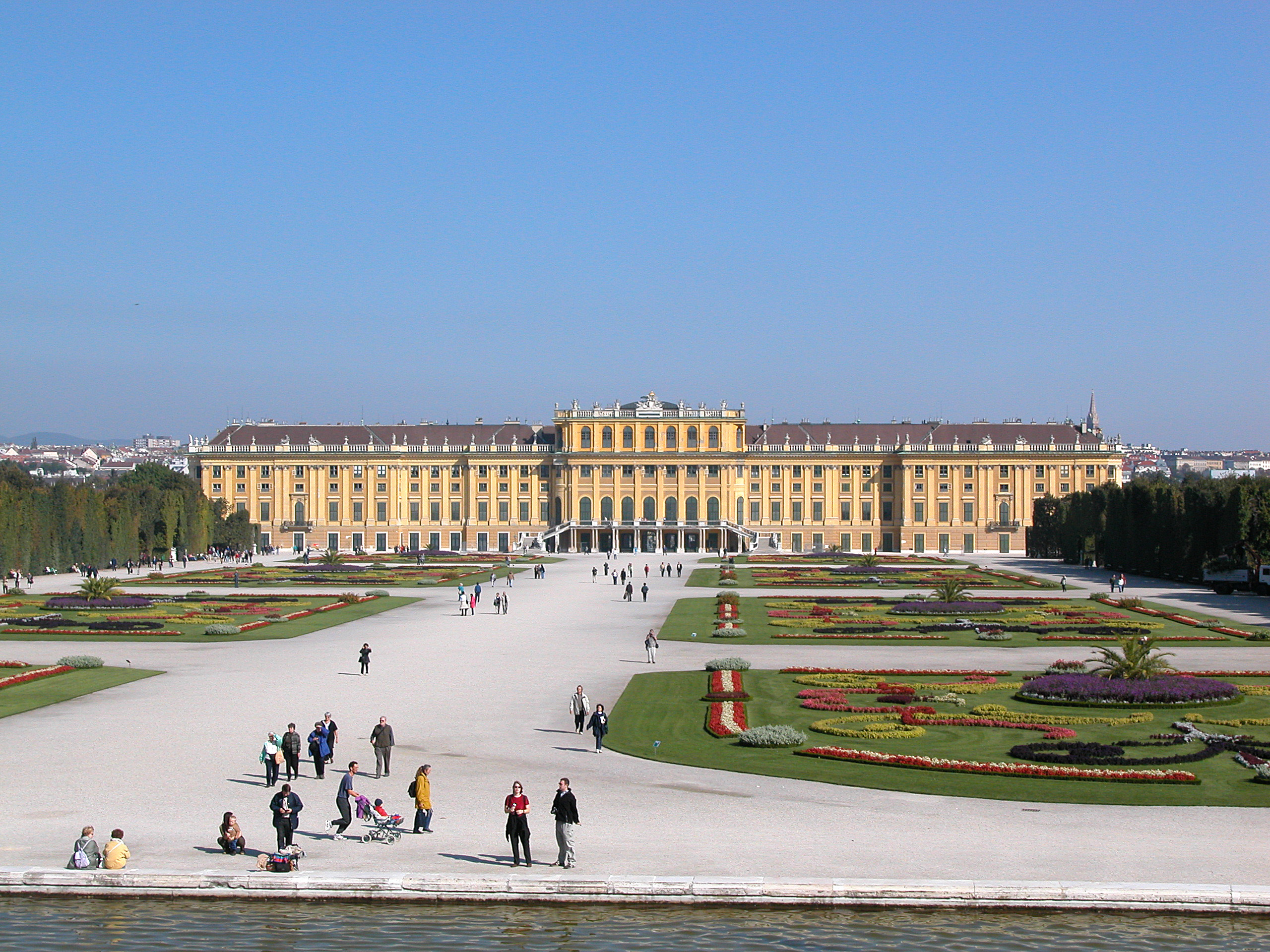
O Palácio de Schönbrunn visto dos jardins
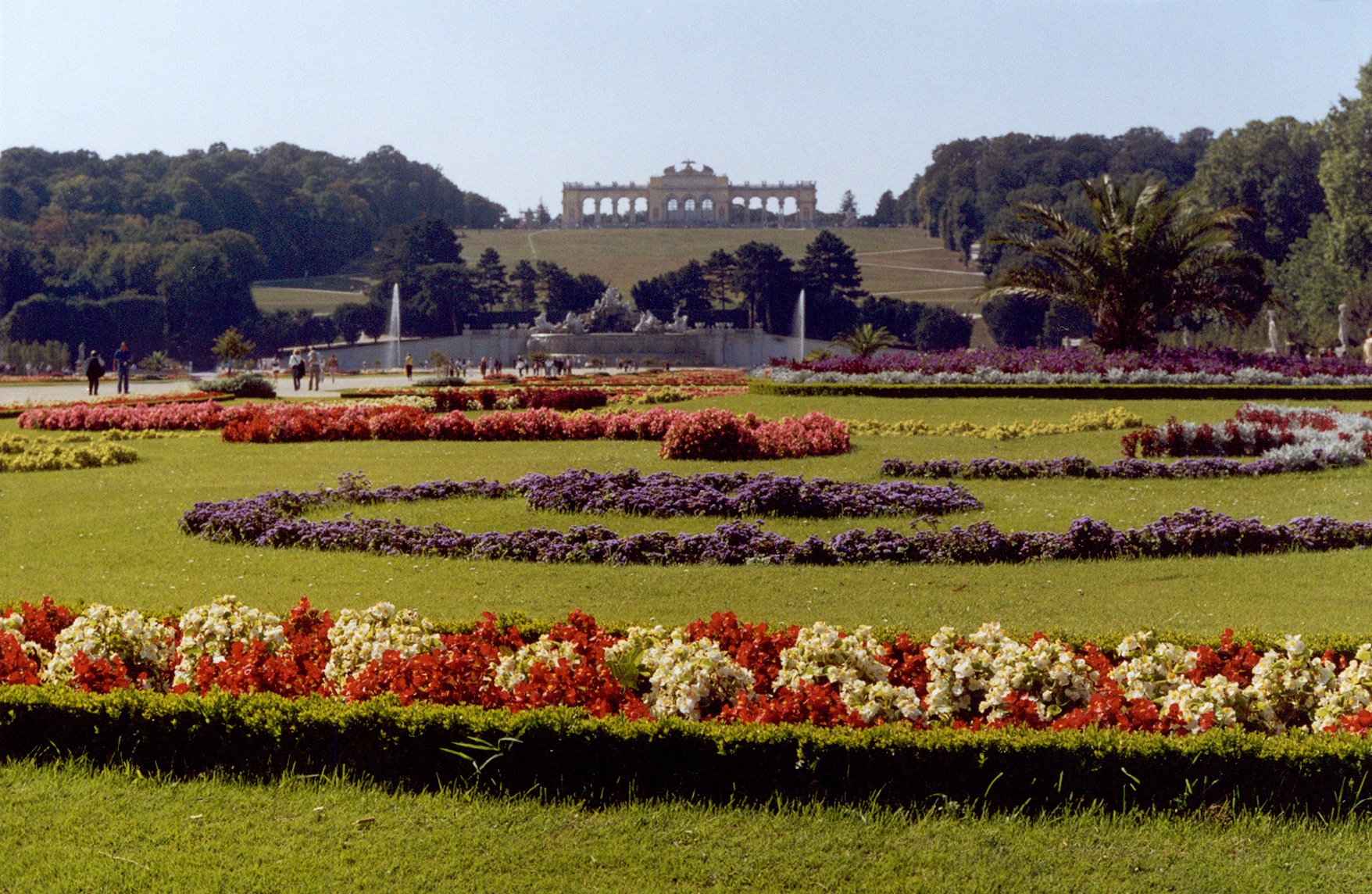
A Gloriette no topo da alameda em frente do palácio
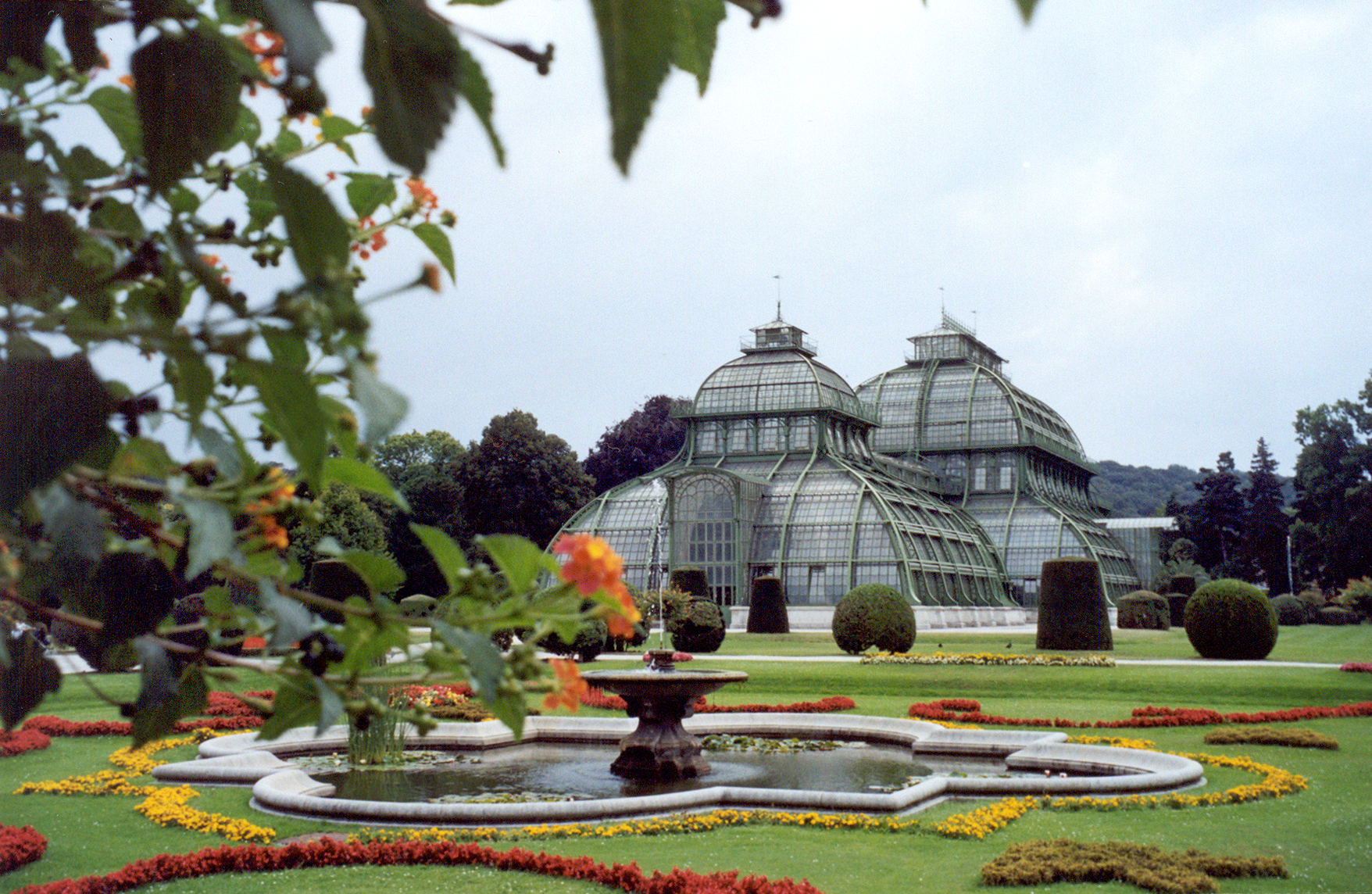
Pavilhão da Palmeira (Palmenhaus) no jardim
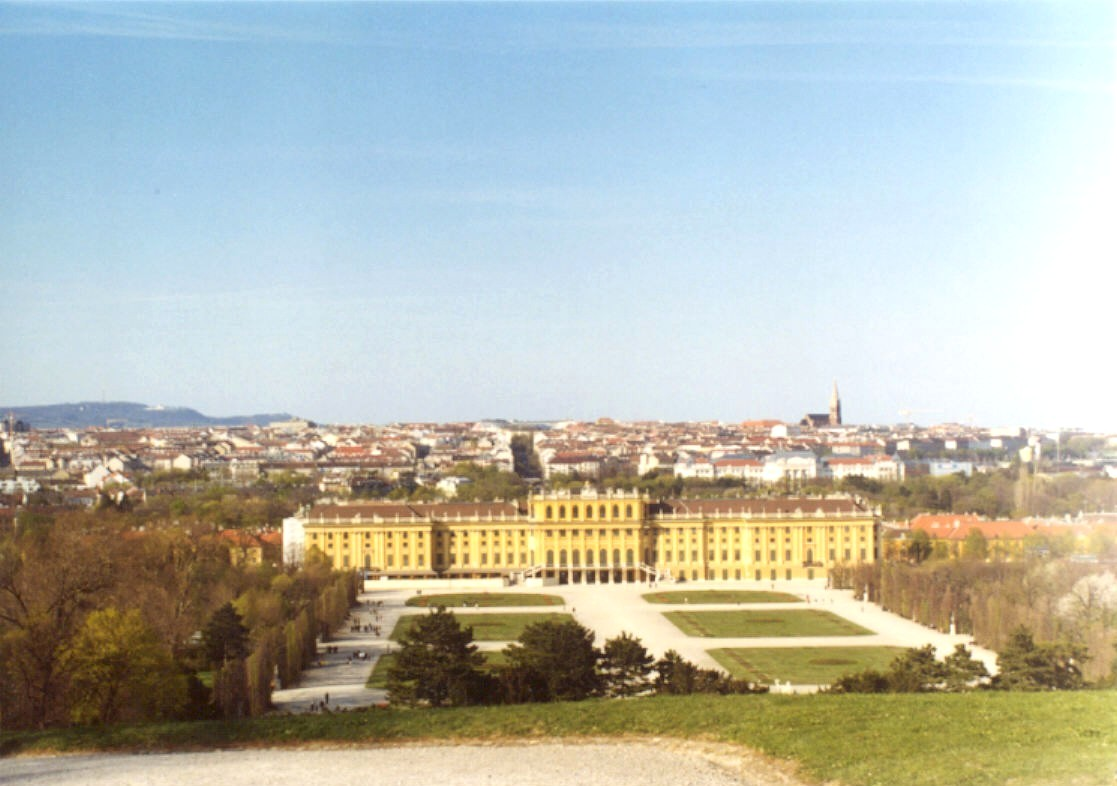
Vista do palácio ao fundo do parque
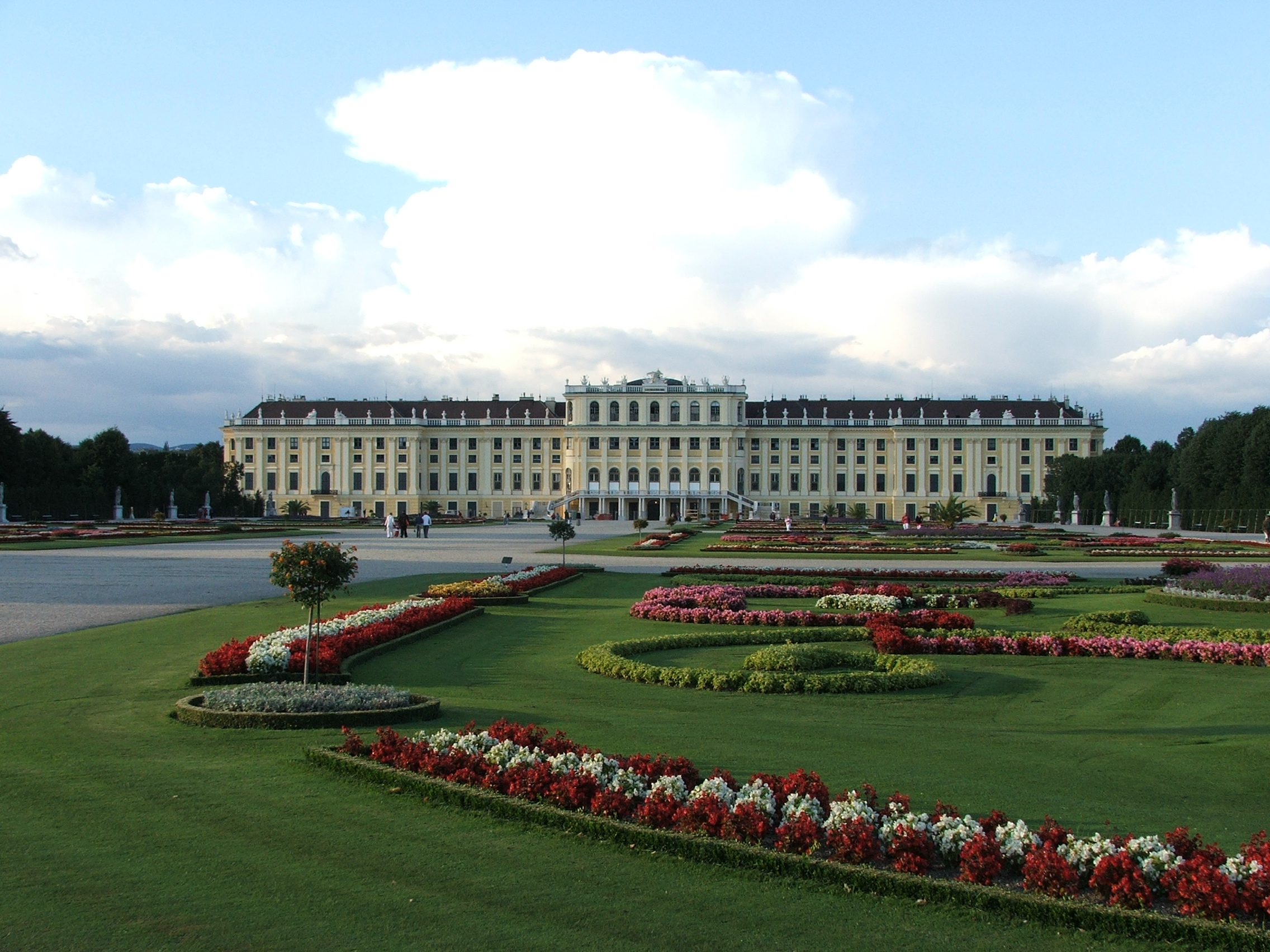
Parque do Palácio